# Wolfgang Wünsch (Organist)
Wolfgang Wünsch (* 30. Dezember 1929 in Brand, Tannwald, Tschechoslowakei; † 21. Dezember 2021 in Bamberg) war ein deutscher Kirchenmusiker, Domorganist und Domkapellmeister am Bamberger Kaiserdom.

## Leben und Wirken
Wolfgang Wünschs Vater, Eduard Wünsch, war Lehrer. Daher versah er, wie damals vielerorts üblich, in seiner Heimatgemeinde am Sonntag den Organistendienst. So fand Wünsch schon in frühester Jugend, zunächst als Bälgetreter, seinen Weg zu Orgel und Kirchenmusik. 1945, zum Ende des Zweiten Weltkriegs, musste die Familie ihre böhmische Heimat verlassen und gelangte in die Lutherstadt Wittenberg. Dort hatte die evangelische Stadtkirche seinerzeit keinen Organisten. So konnte der damals 16-Jährige fast unbeschränkt praktizieren. Ebenso wirkte er in der evangelischen Singakademie mit und lernte die evangelische Kirchenmusik kennen. Im März 1947 verließ er das Staatliche Melanchthon-Gymnasium zu Wittenberg mit dem Abitur.
Anschließend verließ Wünsch die Sowjetische Besatzungszone, bestand die Aufnahmeprüfung an der Kirchenmusikschule in Regensburg und legte nach 2-jährigem Studium die Reifeprüfung für katholische Kirchenmusik ab. 1949 nahm er eine Organistenstelle an der Pfarrkirche St. Wolfgang in Landshut an und studierte von dort aus in München bei Friedrich Högner und bei Rudolf Hindemith sowie Maria Landes-Hindemith Klavier und Theorie. Im Dezember 1955 absolvierte er ein Singschullehrer- und Chorleiterseminar in Augsburg und erwarb dadurch die Befugnis, den Titel „Staatlich geprüfter Singschullehrer und Chorleiter“ zu führen.
1958 übernahm Wünsch in Augsburg die Organistenstelle der Kirche St. Moritz. Ein Jahr später belegte er an der Staatlichen Hochschule für Musik München das Hauptfach Orgel bei Karl Richter. Nach drei Studienjahren erfolgte die Künstlerische Reifeprüfung. 1964 beendete er seine Ausbildung mit dem Diplom der Meisterklasse.
Ende 1954 heiratete Wünsch Käthe Lackermaier (1931–1987) und bekam mit ihr 5 Kinder: Christoph, Barbara, Stephan und Thomas sowie Bernhard. 1991 heiratete er Martina Bönig (* 1955).
1965 übernahm Wünsch die Kantorenstelle an der Basilika St. Aposteln in Köln. In den 1960er-Jahren bereiste er als Konzertorganist mehrmals die Benelux-Länder wie auch England, Österreich und die Schweiz. Ebenso gastierte er in Kopenhagen beim Dänischen Rundfunk. Mit dem Ensemble Wolfgang von Karajan führte ihn 1966 eine zweimonatige Tournee durch die USA und Kanada. Auch im Inland erhielt Wünsch Engagements, so z. B. für das Münchener Bachfest, für die Bayreuther Orgelwoche und für die Internationale Orgelwoche Nürnberg sowie in Offenburg. Bei der Ehrenpromotion von Johann Nepomuk David spielte er in Anwesenheit des Komponisten aus dessen Orgelwerken.
Zum 1. Januar 1968 wurde Wünsch als Domorganist nach Bamberg berufen. Seine Tätigkeit umfasste auch eine Dozentur für Kirchenmusik am Bamberger Priesterseminar sowie die Fachberatung des Erzbischöflichen Ordinariats in allen kirchenmusikalischen Belangen, einschließlich der Tätigkeit als Orgel- und Glockensachverständiger. Dabei oblag Wünsch auch die Mitwirkung bei zahlreichen Orgelweihen im Erzbistum Bamberg. Zum 1. September 1980 ernannte ihn das Bamberger Metropolitankapitel in Erweiterung seiner Aufgaben als Nachfolger von Msgr. Paul Joseph Metschnabl zum Domkapellmeister. Nachdem Wünsch zum Jahresende 1994 in den Ruhestand gegangen war, folgten ihm 1995 Werner Pees als Domkapellmeister und Markus Willinger als Domorganist.

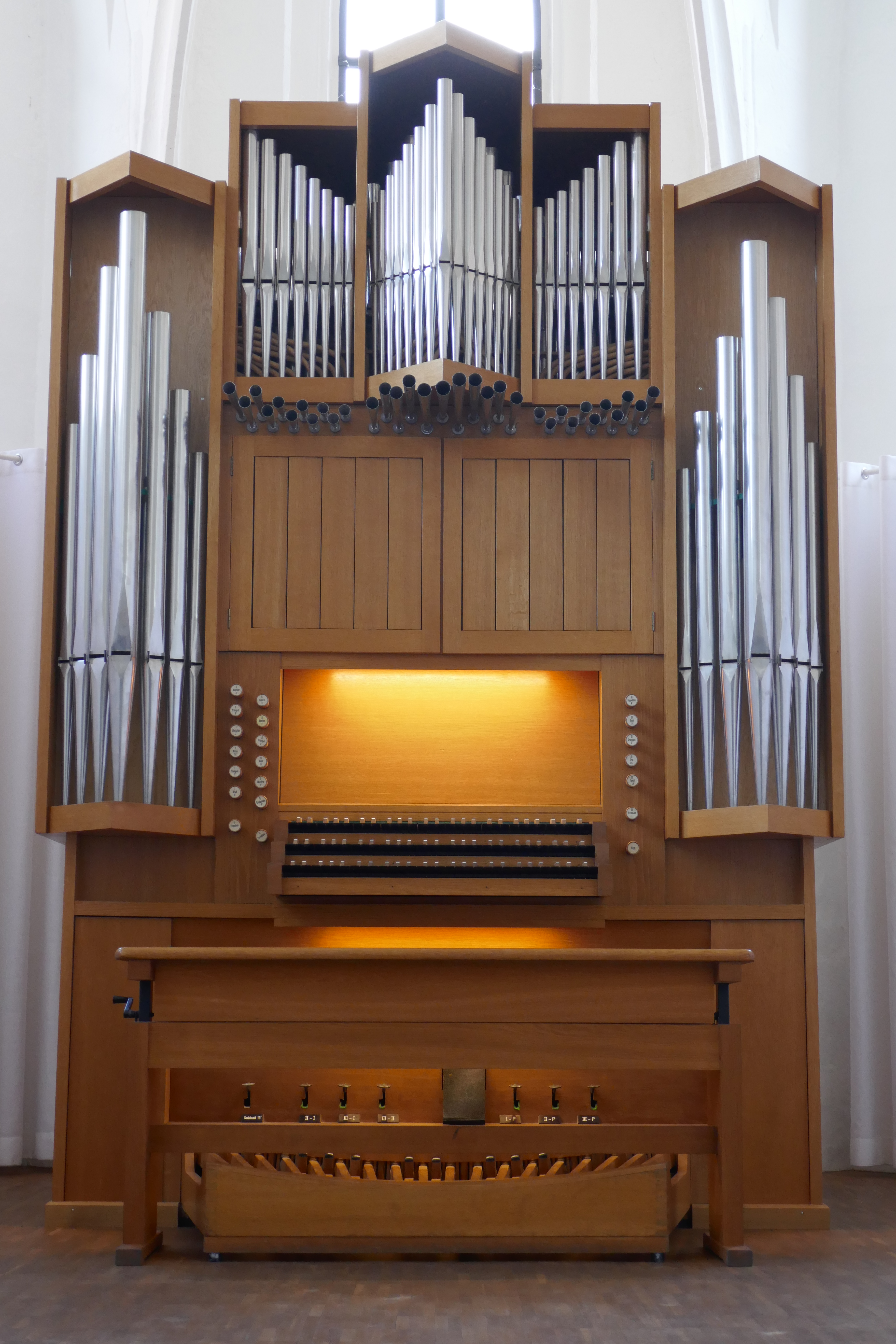
Wünschs gespendete Pfeifenorgel füllt seit 2017 die Apsis von St. Johannis unter den Linden in Bamberg

2016 stiftete Wünsch seine privat erworbene Orgel dem Freundeskreis St. Johannis unter den Linden zur Aufstellung auf dem Bamberger Stephansberg in der aus dem 14. Jahrhundert stammenden ehemaligen St.-Johannis-Kapelle unter der Linden. Am 20. Januar 2017 erklang das dreimanualige Instrument erstmals in seinem neuen Domizil.
Wolfgang Wünsch engagierte sich für zahlreiche soziale Projekte und die Christen im Heiligen Land. 1975 wurde er vom Kardinal-Großmeister Maximilien de Fürstenberg zum Ritter des Ritterordens vom Heiligen Grab zu Jerusalem ernannt und am 3. Mai 1975 im Regensburger Dom durch Lorenz Kardinal Jaeger, Großprior der deutschen Statthalterei, investiert. Er war Mitglied im Deutschen Verein vom Heiligen Lande.

## Orgelweihen (Auswahl)
- im Bamberger Dom die neue Chororgel, 17. Dezember 1973
- in der Nürnberger Kirche Verklärung Christi, 29. Februar 1976
- im Bamberger Dom die neue Hauptorgel, 28. März 1976[11][12]
- in der Pfarrgemeinde Sankt Franziskus in Schwarzenbach an der Saale, 21. November 1976[1]
- in der Pfarrkirche St. Marien in Creußen, 4. Februar 1979
- in der Pfarrkirche Christkönig in Ansbach, 26. Oktober 1980
- in der Pfarrkirche St. Marien in Coburg, 22. März 1981
- in der Kuratiekirche Maria, Helferin der Christen in Sparneck, 20. Dezember 1981[13]
- in der Kirche St. Pius in Hof an der Saale, 7. März 1982
- in der Maria-Hilf-Kirche in Nürnberg-Buchenbühl, 12. Dezember 1982
- in der Kirche Seigendorf, 26. Februar 1984
- in der Pfarrkirche St. Heinrich in Steinbach am Wald, 6. Juli 1986

## Tonträger (Auswahl)
- Fritz Braun leitet den musica-viva-chor-bamberg, an der Orgel Wolfgang Wünsch: Weihnachtsmusik aus Bamberg, Ambitus amb 97 855, Mai 1993.
- Wolfgang Wünsch: Orgelmusik aus der Basilika Vierzehnheiligen, Lorby Bi 480.
- Wolfgang Wünsch und der Bamberger Domchor: Deutsche Messe (Franz Schubert), Diamo G 3015.
- Wolfgang Wünsch an der großen Orgel im Kaiserdom zu Bamberg: Orgelwerke von Felix Mendelsohn-Bartholdy und César Franck, Diamo CD-L 30192 und LP-G 30192.
- Wolfgang Wünsch an der Orgel und Fritz Braun mit dem musica-viva-chor-bamberg: Konzert im Kaiserdom, christliche Chor- und Orgelmusik des 19. und 20. Jhds.
- Wolfgang Wünsch und Josef von Glatter-Götz: Orgelkonzert im Dom zu Bamberg, Christophorus Verlag Freiburg, CD und LP SCGLX 73855.

## Auszeichnungen und Mitgliedschaften
- 1972: Musikpreis des Sudetendeutschen Kulturpreises
- 1972: Altenburgmedaille der Stadt Bamberg
- 1974: Verdienstorden der Bundesrepublik Deutschland (Verdienstkreuz am Bande)
- 1975: Investitur in den Ritterorden vom Heiligen Grab zu Jerusalem
- 1980: Päpstliche Auszeichnung Pro Ecclesia et Pontifice
- Mitglied des Rotary Clubs Bamberg[14]